# Dinarolacerta montenegrina
Dinarolacerta montenegrina är en ödla i familjen lacertider som förekommer endemiskt i en liten bergstrakt i södra Montenegro som ingår i Prokletije. Populationen infogades fram till 2007 i Dinarolacerta mosorensis. Artepitet i det vetenskapliga namnet syftar på fyndplatsen i Montenegro.
Typiskt är ett kort och avplattat huvud. Jämförd med Dinarolacerta mosorensis är extremiteterna kortare. Fläckarna på ryggen kan bilda en eller tre linjer.
Ödlan hittades 1500 till 1600 meter över havet. Den är vanlig i ravinen av floden Morača. Arten hittas även vid sjöar som skapades av glaciärer. Den lever i klippiga områden med glest fördelad växtlighet och i öppna skogar med tallar. Dinarolacerta montenegrina delar reviret med murödlan. Honor med ägg hittades i juni.
Antagligen dödas några individer i trafiken. I framtiden kan torka vara ett hot. IUCN listar arten som livskraftig (LC).